# Daltonia pseudostenophylla
Daltonia pseudostenophylla är en bladmossart som beskrevs av Edwin Bunting Bartram 1933. Daltonia pseudostenophylla ingår i släktet Daltonia och familjen Daltoniaceae. Inga underarter finns listade i Catalogue of Life.